# Zamarovce
Zamarovce (in tedesco Zamarotz, in ungherese Vágzamárd) è un comune della Slovacchia facente parte del distretto di Trenčín, nella regione omonima.
È citato per la prima volta in un documento storico nel 1208 con il nome di Samar. Il villaggio appartenne alla nobile famiglia locale dei Zamaróczi/Somarovský.